# Software

Software este rezultatul programării. Programarea implementează arhitectura de software, care se proiectează după caietul de sarcini.

Prin software (/'sʌf ' tué:r/), soft sau rareori și „logicial”  se înțelege un sistem de programe pentru calculatoare incluzând procedurile lor de aplicare, sistem furnizat odată cu calculatorul respectiv sau creat ulterior de către utilizator sau și cumpărat din comerț de-a gata. Prin contrast, cuvântul hardware desemnează partea fizică a calculatorului sau a sistemului informatic respectiv. În general, pentru a funcționa, un sistem informatic are nevoie de ambele componente, în plus și de datele care trebuiesc prelucrate. Uneori și aceste date sunt considerate a face parte din software.
Componenta software poate include toată gama de produse de programare, uzual formată din sistem de operare, drivere și programe de aplicație. În anumite cazuri speciale părți din software se înglobează din construcție în hardware - prin folosirea de circuite integrate preprogramate.
În unele domenii, prin software se înțeleg în primul rând datele cu care lucrează aparatele sau calculatoarele, cum ar fi imaginile digitalizate, sunete și piese muzicale, jocurile pentru calculator, filme digitalizate, clipuri video și multe alte date asemănătoare. În caz extrem, până și purtătorii fizici de date sau "mediile" sunt considerate a fi "software", ca de exemplu discurile optice de tip CD și DVD, casetele video VHS și miniDV, casetele audio ș.a.
Un termen înrudit dar distinct este firmware-ul, numit și microprogram sau microcod. 

## Pirateria de software
Pirateria de software se referă la copierea programelor de calculator fără respectarea drepturilor de autor. În România, pirateria software a scăzut în ultimii ani, de la 74% în 2004, la 68% în 2008. Doar valoarea licențelor ilegale de sisteme de operare Windows din România este de peste 150 milioane dolari (decembrie 2008).